# Aeródromo de Santa Clara de Guápiles
El aeródromo de Santa Clara de Guápiles (OACI: MRSG) es un aeródromo público costarricense que sirve a la zona de Guápiles en la provincia de Limón. El aeródromo se encuentra al sur del pueblo de Luis XV al sureste de la ruta 248.
El aeródromo está rodeado por campos agrícolas, en particular por las plantaciones de piña de la empresa Piña Frut, S.A.
El aeródromo tiene una sola pista de aterrizaje de asfalto que mide 1.010 metros en longitud.